# Bondgenotenlaan
De Bondgenotenlaan is een straat in Leuven die het Martelarenplein (bij het station) en het Rector De Somerplein (vlak naast de Grote Markt) met elkaar verbindt. Tot in 1914 heette de Bondgenotenlaan de Statiestraat.
Tijdens de Tweede Wereldoorlog waren de verwoestingen in het centrum van Leuven zo groot dat men bij de opbouw de kans zag de straat recht te trekken. Ze is precies 1 kilometer lang. Mede hierdoor is het een van de belangrijkste toegangswegen tot het centrum van de stad geworden. Tegenwoordig is de Bondgenotenlaan samen met de Diestsestraat de belangrijkste winkelstraat in de Leuvense binnenstad. De Bondgenotenlaan is qua openbaar vervoer een van de drukste straten van Vlaanderen: er komen dagelijks meer dan 1.500 bussen voorbij, wat meer dan 1 per minuut is.
Op de Bondgenotenlaan bevindt zich de Stadsschouwburg, uit de negentiende eeuw.
In 2015 werd beslist de straat als 'stadsgezicht' te beschermen.